# Anas Al-Zboun
Anas Al-Zboun (Irbid, Jordania; 5 de abril de 1979) es un exfutbolista de Jordania que jugaba en la posición de delantero.

## Carrera

### Club
| Periodo   | Club                 |
| --------- | -------------------- |
| 1997-2010 | Al-Hussein Irbid     |
| 2010-2011 | Al-Arabi Irbid       |
| 2011      | Al-Jalil Club        |
| 2012–2013 | Manshia Bani Hassan  |
| 2013–2014 | Al-Sheikh Hussein FC |

### Selección nacional
Jugó para Jordania en 39 ocasiones de 2002 a 2006 y anotó 9 goles; participó en la copa Asiática 2004, la Copa de Naciones Árabe 2002 y en dos ediciones del Campeonato de la WAFF.

## Logros
- Copa FA Shield de Jordania  2003, 2005
- Supercopa de Jordania  2003